# Фриш, Отто Роберт
Отто Роберт Фриш (нем. Otto Robert Frisch; 1 октября 1904, Вена — 22 сентября 1979, Кембридж, Великобритания) — английский физик-ядерщик австрийского происхождения. Член Лондонского королевского общества (1948). Племянник физика Лизы Мейтнер.

## Биография
Родился в Вене в еврейской семье. В 1926 окончил Венский университет. Впоследствии работал в различных местах Европы и Америки: в Берлине у О. Гана (1927—1930), в Гамбурге у О. Штерна (1930—1933), в Лондоне у П. Блэкетта (1933—1934), в Копенгагене у Н. Бора (1934—1939), в Бирмингеме (1939—1940), в Ливерпуле (1940—1943), в Лос-Аламосской национальной лаборатории (1943—1945), в Харуэлле (1945—1947). С 1947 являлся профессором Кембриджского университета (до 1972). Участник Манхэттенского проекта.

## Научная деятельность
Работы посвящены ядерной физике, физике молекулярных пучков. В 1933 году совместно с Отто Штерном экспериментально определил магнитный момент протона. 

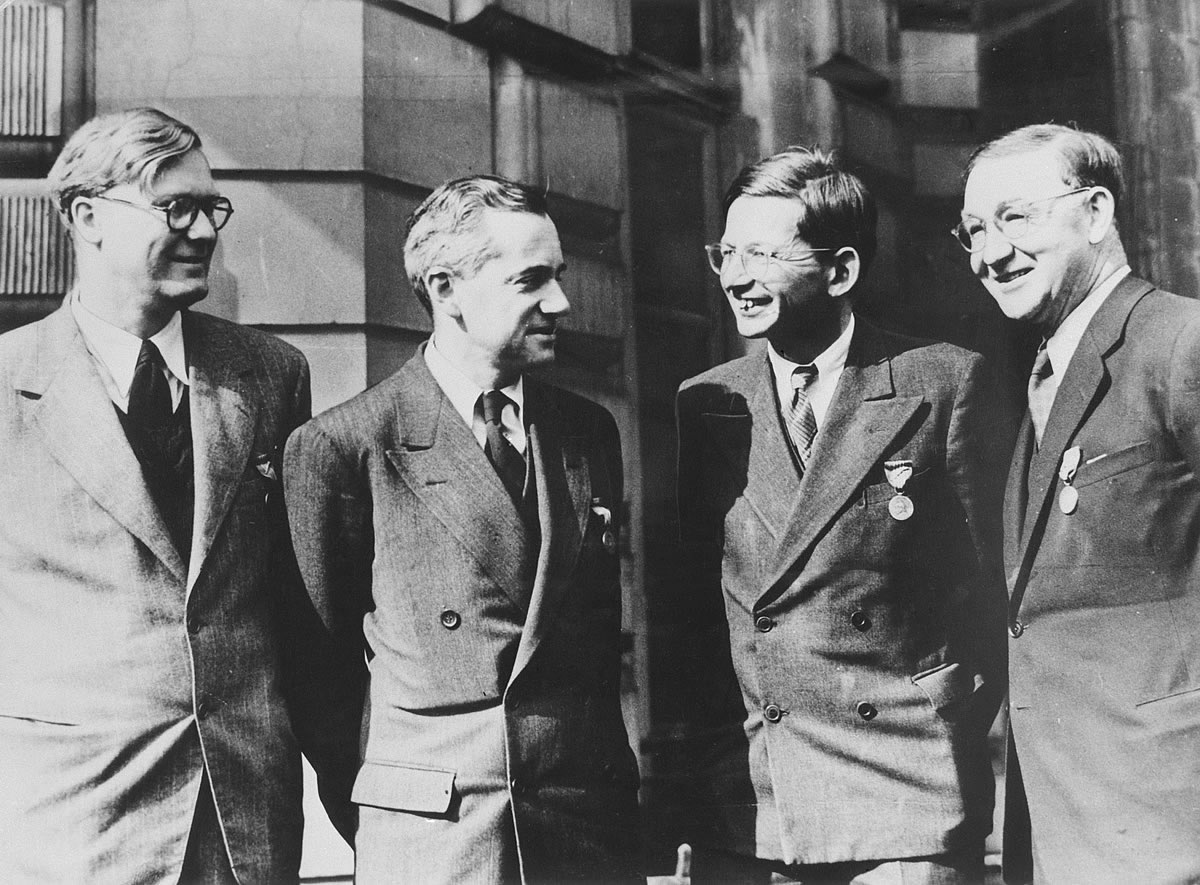
Слева направо: Уильям Пенни, Отто Фриш, Рудольф Пайерлс и Джон Кокрофт.

В Копенгагене совместно с теоретиком Георгом Плачеком изучал процессы рассеяния и захвата нейтронов веществом, показал, что вероятность поглощения нейтрона зависит не только от скорости последнего, но и от массы атома вещества.
Зимой 1938—1939 года, на Рождество, Фриш посетил в Швеции (близ Гётеборга) свою тётю Лизу Мейтнер, которая как раз получила сведения о результатах опытов Отто Гана и Фрица Штрассмана. В январе 1939 года Фришу и Мейтнер удалось верно объяснить эти опыты с помощью представления о делении ядер урана при бомбардировке нейтронами и впервые рассчитать энергетический выход реакции деления. Вернувшись в Копенгаген, Фриш экспериментально проверил это предположение при помощи камеры Вильсона (схема опыта была предложена Георгом Плачеком) и, таким образом, доказал существование крупных осколков деления урановых ядер.
В 1940 году дал (совместно с Рудольфом Пайерлсом) первую оценку критической массы урана-235 для атомной бомбы, которая оказалась не столь велика, как считалось ранее. Этот результат был изложен в так называемом «меморандуме Фриша — Пайерлса», который во многом инициировал широкомасштабные исследования возможности создания ядерного вооружения.

## Публикации
- Р. Фриш, О. Штерн. О магнитном отклонении водородных молекул и о магнитном моменте протона // УФН. — 1934. — Т. 90, вып. 1.
- О. Фриш. Возьмем фотон и... // УФН. — 1966. — Т. 90, вып. 10.
- О. Фриш, Дж. Уилер. Открытие деления ядер // УФН. — 1968. — Т. 96, вып. 12.